# جوانا هيوتي
جوانا هيوتي (بالفنلندية: Johanna Hyöty) مواليد 15 فبراير 1992 في تامبيري، هي لاعبة كرة مضرب فنلندية. أعلى تصنيف لها في الفردي كان 893. أعلى تصنيف لها في الزوجي كان 763.

## النهائيات

### الزوجي (0–1)
| الحصيلة | الرقم | التاريخ      | الدورة          | الأرضية | الشريك    | المنافس                    | النتيجة           |
| ------- | ----- | ------------ | --------------- | ------- | --------- | -------------------------- | ----------------- |
| الوصافة | 1.    | 9 أبريل 2012 | تلمسان، الجزائر | ترابية  | إيلا ليفو | ألكسندر ورمانوف ألينا ويسل | 5–7, 7–5, [10–12] |

## روابط خارجية
- جوانا هيوتي على موقع رابطة محترفات التنس (الإنجليزية)
- جوانا هيوتي على موقع الاتحاد الدولي لكرة المضرب (الإنجليزية)
- جوانا هيوتي على موقع كأس بيلي جين كينغ (الإنجليزية)
- جوانا هيوتي على موقع خلاصة التنس.كوم (الإنجليزية)